# Nickelodeon Kids’ Choice Awards 2010
23. gala Nickelodeon Kids’ Choice Awards odbyła się 27 marca 2010 o godz. 20:00. Prowadzącym galę był Kevin James. Gala po raz drugi była transmitowana na polskim Nicku. Transmisja odbyła się w sobotę 1 maja. Nick pokazał relację w wersji lektorskiej.

## Prowadzący
- Kevin James

## Nominacje

### Film

#### Najlepszy film
- Alvin i wiewiórki 2 (wygrana)
- Transformers: Zemsta upadłych
- Saga „Zmierzch”: Księżyc w nowiu
- X-Men Geneza: Wolverine

#### Najlepszy film animowany
- Opowieść wigilijna
- Epoka lodowcowa 3: Era dinozaurów
- Potwory kontra Obcy
- Odlot (wygrana)

#### Najlepszy dubbing filmu animowanego
- Jim Carrey (Opowieść wigilijna) (wygrana)
- Seth Rogen (Potwory kontra Obcy)
- Ray Romano (Epoka lodowcowa 3: Era dinozaurów)
- Reese Witherspoon (Potwory kontra Obcy)

#### Najlepszy aktor
- Zac Efron (Znów mam 17 lat)
- Taylor Lautner (Saga „Zmierzch”: Księżyc w nowiu) (wygrana)
- Shia LaBeouf (Transformers: Zemsta upadłych)
- Tyler Perry (Madea Goes to Jail)

#### Najlepsza aktorka
- Sandra Bullock (Narzeczony mimo woli)
- Miley Cyrus (Hannah Montana: Film) (wygrana)
- Megan Fox (Transformers: Zemsta upadłych)
- Zoe Saldaña (Avatar)

### Muzyka

#### Najlepsza piosenka
- I Gotta Feeling (The Black Eyed Peas)
- Paparazzi (Lady Gaga)
- Party in the U.S.A. (Miley Cyrus)
- You Belong with Me (Taylor Swift) (wygrana)

#### Najlepsza grupa muzyczna
- The Black Eyed Peas (wygrana)
- Coldplay
- Jonas Brothers
- Linkin Park

#### Najlepszy piosenkarz
- Jay-Z (wygrana)
- Sean Kingston
- Mario
- Ne-Yo

#### Najlepsza piosenkarka
- Beyoncé
- Miley Cyrus
- Lady Gaga
- Taylor Swift (wygrana)

### Telewizja

#### Najlepszy serial
- iCarly (wygrana)
- Słoneczna Sonny
- Suite Life: Nie ma to jak statek
- Czarodzieje z Waverly Place

#### Najlepsza aktorka telewizyjna
- Miranda Cosgrove (iCarly)
- Miley Cyrus (Hannah Montana)
- Selena Gomez (Czarodzieje z Waverly Place) (wygrana)
- Keke Palmer (True Jackson)

#### Najlepsza kreskówka
- Pingwiny z Madagaskaru
- Fineasz i Ferb
- Simpsonowie
- SpongeBob Kanciastoporty (wygrana)

#### Najlepszy program
- American Idol (wygrana)
- Czy jesteś mądrzejszy od 5-klasisty?
- So You Think You Can Dance
- Wipeout

#### Najlepszy aktor telewizyjny
- Cole Sprouse (Suite Life: Nie ma to jak statek)
- Dylan Sprouse (Suite Life: Nie ma to jak statek) (wygrana)
- Joe Jonas (Jonas)
- Nick Jonas (Jonas)

### Sport

#### Najlepszy sportowiec
- Kobe Bryant
- LeBron James
- Ryan Sheckler (wygrana)
- Shaun White

#### Najlepsza sportsmenka
- Danica Patrick
- Misty May Trainor (wygrana)
- Serena Williams
- Venus Williams

### Pozostałe kategorie

#### Najlepsza para
- Edward i Bella (Robert Pattinson i Kristen Stewart), Saga „Zmierzch”: Księżyc w nowiu
- Jacob i Bella (Taylor Lautner i Kristen Stewart), Saga „Zmierzch”: Księżyc w nowiu (wygrana)
- Neytiri i Jake (Zoe Saldana i Sam Worthington), Avatar
- Barack Obama i Michelle Obama

#### Najlepsza gra video
- The Legend of Zelda: Spirit Tracks
- Mario Kart Wii (wygrana)
- Wii Fit
- Wii Sports Resort

#### Najlepsza książka
- Dziennik cwaniaczka (wygrana)
- Zmierzch
- Pamiętniki wampirów
- Where the Sidewalk Ends